# Musca II

Musca II (The Fly II) este un film SF american din 1989 regizat de Chris Walas. În rolurile principale joacă actorii Eric Stoltz, Daphne Zuniga și John Getz.